# Hechtia sphaeroblasta
Hechtia sphaeroblasta är en gräsväxtart som beskrevs av Benjamin Lincoln Robinson. Hechtia sphaeroblasta ingår i släktet Hechtia och familjen Bromeliaceae. Inga underarter finns listade i Catalogue of Life.